# Tobias Biersack
Tobias Biersack (* 20. März 1990 in Garmisch-Partenkirchen) ist ein deutscher Eishockeyspieler, der seit 2012 beim EC Peiting in der Oberliga Süd unter Vertrag steht.

## Karriere
Biersack durchlief zunächst alle Jugendabteilungen beim SC Riessersee und hatte in der Saison 2006/07 seinen ersten Einsatz in der ersten Mannschaft des SC Riessersee, als er in einer Begegnung in der Oberliga zum Einsatz kam. Seit der Saison 2008/09 steht er in der Stammaufstellung der ersten Mannschaft. Außerdem stand er bei der U18-Junioren-Weltmeisterschaft 2008 für die deutsche Nationalmannschaft sechsmal auf dem Eis und erzielte dabei ein Tor.
Ende Juni 2011 gab Biersack seine Vertragsverlängerung beim SC Riessersee bekannt, welche in der Saison 2011/12 in der 2. Eishockey-Bundesliga antraten. Nachdem im Mai 2012 bekannt wurde, dass sein Kontrakt beim SC Riessersee nicht verlängert wird, wechselte Biersack zusammen mit Marcus Weber zum Oberligisten EC Peiting. Per Förderlizenz kam er während der Saison 2012/13 zudem zu zwei Einsätzen beim EHC Red Bull München.

## Erfolge und Auszeichnungen
- 2007 Aufstieg in die 2. Eishockey-Bundesliga mit dem SC Riessersee
- 2011 Oberliga-Meister mit dem SC Riessersee
- 2011 Aufstieg in die 2. Eishockey-Bundesliga mit dem SC Riessersee

## Karrierestatistik

### International
Vertrat Deutschland bei:
- U18-Junioren-Weltmeisterschaft 2008

(Legende zur Spielerstatistik: Sp oder GP = absolvierte Spiele; T oder G = erzielte Tore; V oder A = erzielte Assists; Pkt oder Pts = erzielte Scorerpunkte; SM oder PIM = erhaltene Strafminuten; +/− = Plus/Minus-Bilanz; PP = erzielte Überzahltore; SH = erzielte Unterzahltore; GW = erzielte Siegtore; 1 Play-downs/Relegation; Kursiv: Statistik nicht vollständig)

## Familie
Tobias Biersack ist der Großneffe des ehemaligen Eishockeyspielers Anton Biersack.